# Raquel Sánchez Silva
Raquel Sánchez Silva (Plasencia, Cáceres, 13 de enero de 1973) es una periodista y presentadora de televisión española.

## Biografía
Estudió en un colegio concertado de su ciudad natal, Plasencia, el colegio Madre Matilde, perteneciente a la congregación de Hijas de María Madre de la Iglesia. Tras licenciarse en periodismo en la Universidad Pontificia de Salamanca (1990-1994), comenzó a trabajar en 1994, cursando el quinto curso de periodismo en la facultad, como redactora en prácticas del área de Deportes de los Servicios Informativos de TVE. Ese mismo año se presenta al casting del programa Cartelera de TVE, que finalmente acabaría presentando Jose Toledo.
Entre 1995 y 1998 trabaja en TelePlasencia y de ahí pasa a trabajar para TVE, como reportera del área de Deportes de los Servicios Informativos, siendo la encargada de la información relativa al Club Atlético de Madrid. También sustituía a Jesús Álvarez Cervantes (Telediario 1.ª edición) y María Escario (Telediario 2.ª edición) cuando se ausentaban de la presentación del bloque de deportes.
En diciembre de 1999 ficha por Telemadrid, para presentar primero con Luis Sanabria —de diciembre de 1999 a septiembre de 2001—, posteriormente con Rafael Lechner —de septiembre de 2001 a julio de 2002— y por último con Alfonso García —julio a agosto de 2002—, el informativo Telenoticias 2.
En julio de 2003 es contratada por Canal+. Comienza presentando los programas de cine de los tres canales de Canal+: Canal+ Cine 1, Canal+ Cine 2 y Canal+ Cine 3. Durante la temporada 2004/2005 pasa a Canal+, canal que emitía la mayoría de su programación en codificado, siendo los programas que ella presenta de los pocos que se emitían en abierto, de modo que le permitían darse a conocerse ante el público joven. Entre 2004 y 2005 presenta el programa Magacine y desde septiembre de 2004 a octubre de 2005 presentó el magacín juvenil La hora wiki junto a Nico Abad. Asimismo, ejerció de corresponsal de la cadena en la alfombra roja de los 80.ª edición de los Premios Óscar en febrero de 2005 y en la 85.ª edición de dichos premios en febrero de 2010, dentro del programa La noche de los Oscar. Se mantuvo en este canal hasta su cierre en octubre de 2005, ya que Grupo Prisa, la empresa propietaria de Canal+, lanzó un canal en abierto en su totalidad bajo el nombre de Cuatro.
En Cuatro participa en Así nace Cuatro y en Hoy no estrenamos programa, estrenamos cadena en 2005, para pasar a presentar el programa Noche Cuatro entre 2005 y 2006 y desde comienzos de 2006 presenta los especiales-debate del programa Supernanny presentado por Rocío Ramos-Paul, programa del cual es copresentadora entre la segunda y sexta temporadas, emitidas entre 2006 y 2010.
En 2006 presentó también Noche Manga y entre marzo y abril de ese año presentó el reality show Superhuman programa que buscaba al hombre o mujer más fuerte física y mentalmente de España. Tras el final de este programa se embarcó en Oído cocina, programa en el que diversos jóvenes con diferentes dificultades intentan sacar adelante un restaurante. Tras eso realizó un especial de la serie House, viajando hasta Estados Unidos para hablar con sus protagonistas. En ese año también fue presentadora del especial dedicado a Alejandro Sanz Alejandro en corto en Cuatro y fue invitada a Las mañanas de Cuatro y a Soy el que más sabe de televisión del mundo. También, entre 2006 y 2007, fue invitada a Channel n.º4 en Cuatro.
Entre 2007 y 2009 presenta Soy lo que como y entre 2007 y 2008 ¡Qué desperdicio! En 2007 y 2009 es copresentadora de la primera y tercera temporadas de SOS adolescentes y en 2007 también, presenta un especial sobre la serie Anatomía de Grey, para el cual viaja hasta Estados Unidos.
En 2008 presentó un especial de la serie española Cuestión de sexo y otro sobre la serie Cinco Hermanos, para el cual viajó a Estados Unidos. También presentó el magacín de tarde Visto y oído. Entre 2008 y 2009 presentó Ajuste de cuentas.
En 2009 viajó a Estados Unidos para grabar un especial sobre el programa Saturday Night Live, con motivo del estreno de la adaptación española del programa y otro sobre la serie Perdidos. En ese año también presentó la retransmisión de los Sanfermines y entre 2009 y 2010 presentó el programa Pekín Express sustituyendo a Paula Vázquez. En 2009 fue invitada al programa Hora Q de TV3 y en 2009 y 2021 fue invitada en El hormiguero en Cuatro y Antena 3 con Pablo Motos.
En 2010 regresó a Estados Unidos para grabar un especial sobre el estreno de la sexta y última temporada de la serie Perdidos, participó en un especial de Password sobre Perdidos y acudió como invitada especial al programa Lo que diga la rubia, el mismo día que se estrenó la última temporada de Perdidos en la cadena. En julio de 2010 fue invitada en el programa Caiga quien caiga en Cuatro. El 11 de julio de 2010 con motivo del partido final de la Copa Mundial de Fútbol entre las selecciones de España y Holanda, copresentó junto a otros presentadores de la cadena y la locutora de la Cadena SER, Àngels Barceló, el especial Cuatro con la Roja.
En el último trimestre de ese año con motivo de la culminación de la Fusión de Gestevisión Telecinco y Sogecuatro, el nuevo grupo propietario de Cuatro decide prescindir de sus servicios, apartándola de los programas que conducía, entre ellos Pekín Express que pasa a presentar Jesús Vázquez.
En abril de 2011 Mediaset España —nuevo grupo propietario de Cuatro— la contrata para presentar  Supervivientes 2011: Perdidos en Honduras junto a Jorge Javier Vázquez en Telecinco, siendo la presentadora desde Honduras. El 30 de julio del mismo año, tras finalizar el reality, acude como invitada a La noria para hacer balance de la edición y contar su experiencia en Honduras. 
En julio de 2011, firma un contrato de larga duración con Mediaset España. El 18 de agosto de 2011, presentó en solitario el último debate de Supervivientes 2011: Perdidos en Honduras. Entre septiembre y diciembre de 2011 presenta con Jorge Javier Vázquez, la tercera edición en España del formato The Farm, Acorralados, con el mismo equipo de Supervivientes 2011: Perdidos en Honduras. También participó en Pasapalabra en 2011, 2013, 2014 y 2015 con Christian Gálvez en Telecinco y en 2020 y 2022 con Roberto Leal en Antena 3.
Entre febrero y agosto de 2012 presenta en Cuatro El cubo, concurso en el que los concursantes superaban pruebas con siete niveles de dificultad dentro de un cubo de 4x4 metros. En ese año releva a Nuria Roca al frente de Perdidos en la tribu —el cual presenta entre los meses de abril y junio— y Perdidos en la ciudad. En 2012 apareció en Alaska y Mario de MTV España y en diciembre de ese mismo año, participó en la gala La noche en Paz en Telecinco.
En 2013 presenta en Cuatro Expedición imposible, de mecánica similar a Pekín Express. Entre diciembre de 2013 y abril de 2014 presenta La incubadora de negocios y entre enero y marzo de 2014 presenta el formato de postres Deja sitio para el postre, junto al chef Paco Torreblanca.
Entre marzo y mayo de 2014 vuelve a Telecinco para copresentar desde Honduras, Supervivientes 2014: Perdidos en Honduras junto a Jorge Javier Vázquez.
El 6 de junio de 2014 presenta su primera novela Mañana a las seis. En verano de ese mismo año fue al programa Hable con ellas de Telecinco, como invitada.
En enero de 2015 finaliza su contrato de larga duración con Mediaset España, pero sigue trabajando para la empresa hasta julio de 2015. Entre enero y marzo de ese año, presenta Gran Hermano VIP: Última hora en Telecinco y entre abril y julio de 2015 debido a su avanzado estado de gestación, no puede viajar a Honduras para copresentar la nueva edición de Supervivientes y presenta desde plató, los debates del programa que ocupan el prime time del domingo de Telecinco.
El 27 de octubre de 2015 publicó su tercer libro: Tengo los óvulos contados, que trata sobre la problemática de la reproducción asistida en mujeres. Durante tres años, estuvo pensando en si escribir o no este libro. Está basado en seis años de investigaciones y está editado por Editorial Planeta.
En diciembre de 2015, Mediaset España comunica que abandona la empresa para emprender nuevos proyectos desde 2016 en Movistar Plus+ como presentadora de 0 por M+, canal de la plataforma. Su llegada al grupo fue anunciada con el eslogan Raquel empieza de #0.
Nada más llegar a Movistar Plus+, va como invitada al programa Late motiv en 0 por M+; entre principios de 2016 y noviembre de 2017, presenta el programa diario Likes y en febrero de 2016 y 2017 presenta La noche de los Oscar en 0 por M+, además de ser invitada de Ilustres ignorantes en 2017, en la misma cadena.
En noviembre de 2017 se anuncia su salida de Movistar Plus+ y su regreso a Televisión Española, 18 años después, para presentar entre febrero de 2018 y abril de 2022, Maestros de la costura. En noviembre de 2017, presentó la ceremonia de entrega de los XIX Premios Iris de la Academia de Televisión y de las Ciencias y Artes del Audiovisual de España con Pere Aznar en Twitter. Desde octubre de 2018 a marzo de 2019 presenta Lo siguiente, programa de access prime time de La 1 y en 2019 participa en una entrega de los programas La mejor canción jamás cantada y MasterChef Celebrity en La 1.
En 2020 participó en una entrega de El cazador y fue concursante de MasterChef Celebrity 5 en Televisión Española.
Entre septiembre de 2021 y septiembre de 2022, colaboró en el programa Tarde lo que tarde de RNE. En noviembre de 2021 participa en una de las entregas de Fuera del mapa, programa de La Sexta presentado por Alberto Chicote y en diciembre de 2021 participa en el debate de Lazos de sangre en TVE, en el episodio dedicado al grupo Parchís.
En 2022 es concursante del programa El desafío de Antena 3 e invitada de los programas Mapi, Las tres puertas y MasterChef Celebrity de La 1. 
En 2023 es invitada de 25 palabras en Telecinco, presenta Falso amor en Netflix y en el mes de mayo viaja a República Dominicana para grabar las 14 entregas de la primera temporada de El conquistador, la adaptación para Televisión Española de El conquistador del fin del mundo, el exitoso reality de aventuras de ETB2. Tras ejercer de copresentadora junto a Julian Iantzi en El conquistador, se pone al frente de la sexta edición de Maestros de la costura, edición emitida durante el primer trimestre de 2024.
En 2024, fue anunciada como concursante de la undécima edición de Tu cara me suena, emitida entre abril y julio del mismo año, terminando como 6.ª clasificada del concurso.

## Vida privada
El 22 de junio de 2012 contrajo matrimonio con Mario Biondo (1982-2013), un cámara italiano al que conoció en  Supervivientes 2011: Perdidos en Honduras y con el que llevaba un año de relación. Se casaron en Taormina, Sicilia, lugar de origen del novio. Menos de un año después, el 30 de mayo de 2013, el cuerpo de Mario Biondo apareció sin vida en la casa que ambos compartían en Madrid. Su muerte generó controversia ya que la familia de Biondo señaló que el cámara había muerto por homicidio, mientras los informes policiales no vieron indicios de criminalidad, achacando el fallecimiento a un suicidio por ahorcamiento. El 2 de agosto de 2022 la justicia italiana concluyó que la muerte de Biondo fue asesinato, simulado como suicidio por autores desconocidos, pero la causa se sobreseyó por «limitaciones procesales».
Su actual pareja desde enero de 2014, es el productor audiovisual argentino Matías Dumont, con quien tiene dos hijos. Raquel dio a luz por cesárea a sus mellizos el 21 de septiembre de 2015. Su embarazo fue el motivo de que no pudiera copresentar desde Honduras, Supervivientes 2015: Perdidos en Honduras.

## Trayectoria profesional

### Programas de televisión
| Año                                | Programa                                                            | Notas                             | Canal |
| ---------------------------------- | ------------------------------------------------------------------- | --------------------------------- | ----- |
| 1998-1999                          | Telediario                                                          | Redactora y presentadora suplente |       |
| 1999-2002                          | Telenoticias 2                                                      | Presentadora                      |       |
| 2002-2004                          | Magacine                                                            | Presentadora                      |       |
| 2004-2005                          | La hora wiki                                                        | Presentadora                      |       |
| 2005; 2010; 2016-2017              | La noche de los Oscar                                               | Corresponsal y presentadora       | y     |
| 2005                               | Así nace Cuatro                                                     | Invitada                          |       |
| 2005                               | Hoy no estrenamos programa, estrenamos cadena                       | Invitada                          |       |
| 2005-2006                          | Noche Cuatro                                                        | Presentadora                      |       |
| 2005-2010                          | Supernanny                                                          | Copresentadora                    |       |
| 2006                               | Superhuman                                                          | Presentadora                      |       |
| 2006                               | Oído cocina                                                         | Presentadora                      |       |
| 2006                               | Noche Manga                                                         | Presentadora                      |       |
| 2006                               | Soy el que más sabe de televisión del mundo                         | Invitada                          |       |
| 2006                               | Las mañanas de Cuatro                                               | Invitada                          |       |
| 2006                               | House Unplugged                                                     | Presentadora                      |       |
| 2006                               | Alejandro en corto                                                  | Presentadora                      |       |
| 2006-2007                          | Channel n.º4                                                        | Invitada                          |       |
| 2006-2010                          | Dharma Cuatro                                                       | Reportera                         |       |
| 2007                               | Ponte verde, tenemos un reto                                        | Presentadora                      |       |
| 2007                               | Anatomía Unplugged                                                  | Presentadora                      |       |
| 2007                               | Premios Principales 2007                                            | Invitada                          | y     |
| 2007-2008                          | ¡Qué desperdicio!                                                   | Presentadora                      |       |
| 2007-2008                          | Soy lo que como                                                     | Presentadora                      |       |
| 2007; 2009                         | SOS adolescentes                                                    | Presentadora                      |       |
| 2008                               | Visto y oído                                                        | Presentadora                      |       |
| 2008                               | Ajuste de cuentas                                                   | Presentadora                      |       |
| 2008                               | XXI Premios ATV de la Academia de la Televisión                     | Invitada                          |       |
| 2008                               | Cuestión de sexo. Especial: Cuestión de sexo al desnudo... integral | Presentadora                      |       |
| 2008                               | Cinco Hermanos. Especial                                            | Presentadora                      |       |
| 2009                               | Saturday Night Live. Especial                                       | Presentadora                      |       |
| 2009                               | Perdidos. Especial                                                  | Presentadora                      |       |
| 2009                               | Premios TP de Oro 2008                                              | Invitada                          |       |
| 2009                               | Hora Q                                                              | Invitada                          |       |
| 2009                               | Password                                                            | Invitada                          |       |
| 2009; 2021                         | El hormiguero                                                       | Invitada                          | y     |
| 2009                               | Sanfermines 2009                                                    | Presentadora                      |       |
| 2009                               | El disco del año                                                    | Invitada                          |       |
| 2009-2010                          | Pekín Express                                                       | Presentadora                      |       |
| 2010                               | Perdidos unplugged: Temporada final                                 | Presentadora                      |       |
| 2010                               | Caiga quien caiga                                                   | Invitada                          |       |
| 2010                               | Cuatro con La Roja                                                  | Invitada                          |       |
| 2011; 2013; 2014; 2015; 2020; 2022 | Pasapalabra                                                         | Invitada                          | y     |
| 2011; 2014                         | Supervivientes                                                      | Copresentadora                    |       |
| 2011                               | La noria                                                            | Invitada                          |       |
| 2011                               | Supervivientes: Especial debate final                               | Presentadora                      |       |
| 2011                               | Acorralados                                                         | Copresentadora                    |       |
| 2012                               | El Cubo                                                             | Presentadora                      |       |
| 2012                               | Alaska y Mario                                                      | Invitada                          |       |
| 2012                               | Perdidos en la tribu                                                | Presentadora                      |       |
| 2012                               | La noche en Paz                                                     | Invitada                          |       |
| 2012-2013                          | Perdidos en la ciudad                                               | Presentadora                      |       |
| 2013                               | Expedición Imposible                                                | Presentadora                      |       |
| 2013-2014                          | La incubadora de negocios                                           | Presentadora                      |       |
| 2014                               | Deja sitio para el postre                                           | Presentadora                      |       |
| 2014                               | Hable con ellas                                                     | Invitada                          |       |
| 2015                               | Gran Hermano VIP: Última hora                                       | Presentadora                      |       |
| 2015                               | Supervivientes: El Debate                                           | Presentadora                      |       |
| 2016                               | Late motiv                                                          | Invitada                          |       |
| 2016-2017                          | Likes                                                               | Presentadora                      |       |
| 2017                               | Ilustres ignorantes                                                 | Invitada                          |       |
| 2017                               | XIX Premios Iris de la Academia de la Televisión                    | Presentadora                      |       |
| 2018-presente                      | Maestros de la costura                                              | Presentadora                      |       |
| 2018-2019                          | Lo siguiente                                                        | Presentadora                      |       |
| 2019                               | La mejor canción jamás cantada                                      | Invitada                          |       |
| 2019; 2022                         | MasterChef Celebrity                                                | Invitada                          |       |
| 2020                               | 34.ª edición de los Premios Goya                                    | Invitada                          |       |
| 2020                               | Typical Spanish                                                     | Invitada                          |       |
| 2020                               | El cazador                                                          | Invitada                          |       |
| 2021                               | Fuera del mapa                                                      | Invitada                          |       |
| 2021                               | Lazos de sangre                                                     | Invitada                          |       |
| 2022                               | Las tres puertas                                                    | Invitada                          |       |
| 2022                               | Zapeando                                                            | Invitada                          |       |
| 2022                               | Mapi                                                                | Invitada                          |       |
| 2023                               | 37.ª edición de los Premios Goya                                    | Invitada                          |       |
| 2023                               | 25 palabras                                                         | Invitada                          |       |
| 2023                               | Password                                                            | Invitada                          |       |
| 2023                               | Falso amor                                                          | Presentadora                      |       |
| 2023                               | El conquistador                                                     | Presentadora                      |       |
| 2024                               | El mejor de la historia                                             | Invitada                          |       |
| 2025-presente                      | Maestros de la costura Celebrity                                    | Presentadora                      |       |

#### Como concursante
| Año  | Programa               | Notas                         | Canal |
| ---- | ---------------------- | ----------------------------- | ----- |
| 2020 | MasterChef Celebrity 5 | Concursante - 4.ª expulsada   |       |
| 2022 | El desafío 2           | Concursante - 3.ª finalista   |       |
| 2023 | El cazador             | Ganadora                      |       |
| 2024 | Tu cara me suena 11    | Concursante - 6.ª clasificada |       |

### Series de televisión
| Año  | Serie       | Personaje  | Canal | Notas       |
| ---- | ----------- | ---------- | ----- | ----------- |
| 2013 | Aída        | Ella misma |       | 2 episodios |
| 2016 | Web Therapy | Ella misma |       | 1 episodio  |

### Radio
| Año       | Programa           | Notas        | Canal |
| --------- | ------------------ | ------------ | ----- |
| 2021-2022 | Tarde lo que tarde | Colaboradora |       |

## Libros
- Selección y tratamiento de la información en los telediarios: estudio sobre los telediarios de máxima audiencia de TVE y A3 (1995).
- Cambio príncipe por lobo feroz (2008).[27]
- Mañana, a las seis (2014).
- Tengo los óvulos contados (2015).
- El viento no espera (2018).[28]
- Dos mundos (2021).

## Premios
- Premio Cosmopolitan 2010, a la mejor presentadora de televisión por Pekín Express.
- Premio a la Excelencia Picota del Jerte 2013 por su autenticidad.[29]